# 1987 au théâtre
| Années du théâtre : 1984 - 1985 - 1986 - 1987 - 1988 - 1989 - 1990    |
| Décennies du théâtre : 1950 - 1960 - 1970 - 1980 - 1990 - 2000 - 2010 |

Cet article présente les faits marquants de l'année 1987 au théâtre.

## Événements
- Première édition du festival Chalon dans la rue.
- Première édition du Printemps des comédiens.

## Pièces de théâtre représentées
- 7 janvier : Je t'embrasse pour la vie d'après Lettres à des soldats morts, mise en scène Jean-Louis Martinelli, Théâtre de l'Athénée-Louis-Jouvet .
- 15 janvier : Conversations après un enterrement de Yasmina Reza, Théâtre Paris-Villette.
- février : Dans la solitude des champs de coton de Bernard-Marie Koltès, Théâtre Nanterre-Amandiers.
- 20 février : Momo de Jean-Claude Darnal, mise en scène de Nicolas Bataille avec Jean-Claude Aubé, Théâtre Déjazet.
- 30 avril : Les Liaisons dangereuses de Pierre Choderlos de Laclos, adaptation de Howard Davies, avec Alan Rickman (Valmont) et Lindsay Duncan (Merteuil)[1].
- 8 septembre : Kean de Jean-Paul Sartre d'après Alexandre Dumas, mise en scène Robert Hossein, Théâtre Marigny.
- 9 septembre : Les Fleuves de Chine (The Rivers of China) d'Alma De Groen, mise en scène Sydney Theatre Company, première au théâtre Wharf de Sydney.

## Récompenses
- 1e Nuit des Molières (Molières 1987)

## Décès
- 11 janvier  : Pierre-Louis (°1917)
- 19 janvier : Fernand Fabre (°1899)
- 3 avril : Robert Dalban (°1903)
- 27 avril : Attila Hörbiger (°1896)
- 24 août : Michèle Alfa (°1911)
- 18 septembre : Gabriel Jabbour (°1922)
- 3 octobre : Jean Anouilh (°1910)
- 20 octobre : Georges Douking (°1902)
- 3 novembre : Danièle Gaubert (°1943)
- 3 novembre : André Roussin (°1911)
- 10 novembre : Michel André (°1912)
- 11 novembre : Pierre-Aimé Touchard (°1903)
- 22 novembre : Gilbert Vilhon (°1927)
- 6 décembre : Geymond Vital (°1897)
- 17 décembre : Arkadi Raïkine (°1911)